# Eupodotis vigorsii

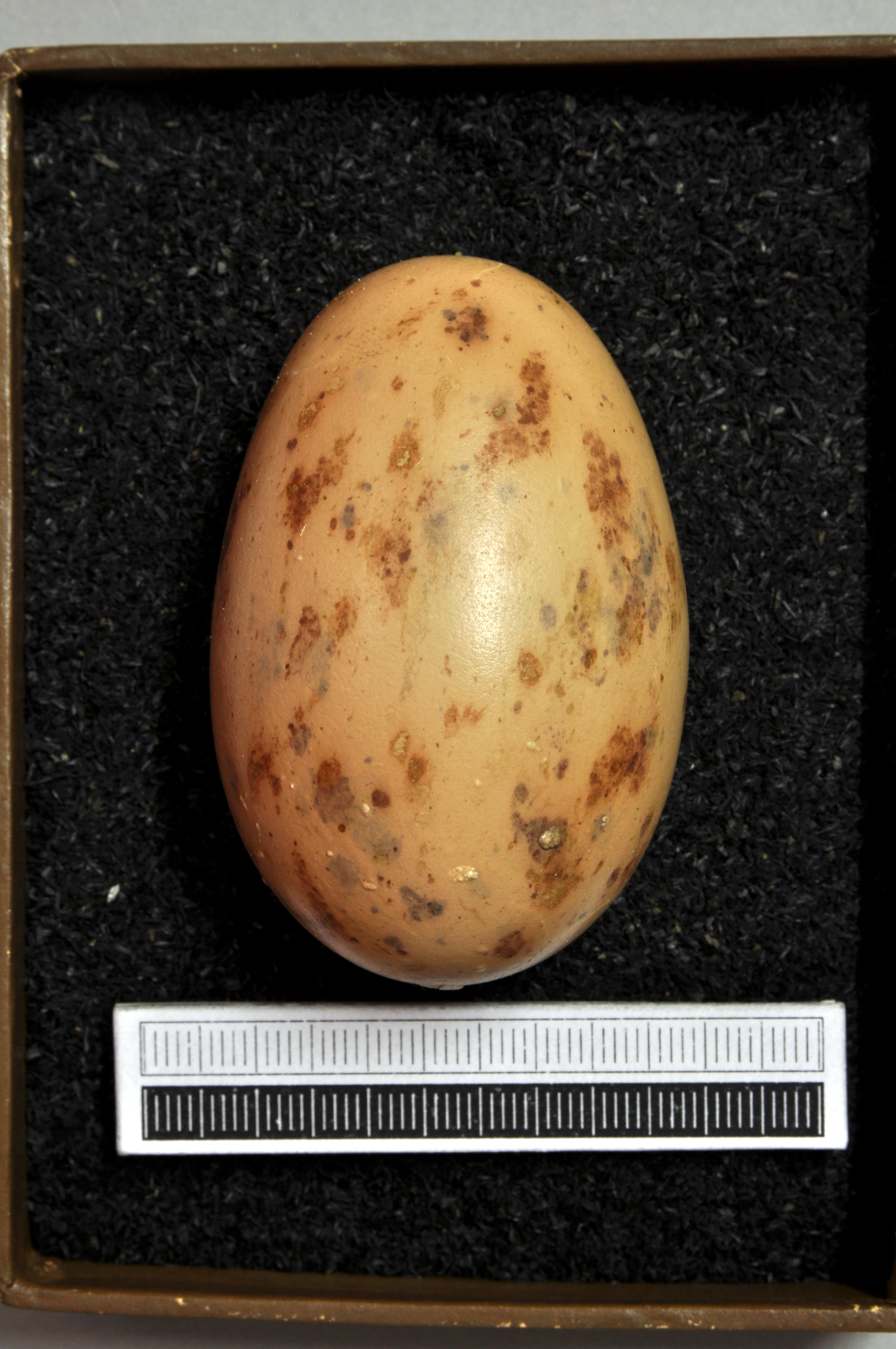
Huevo, colección del Museum Wiesbaden.

El sisón del Karoo (Eupodotis vigorsii) es una especie de ave otidiforme de la familia Otididae que vive en el sur de África.

## Distribución geográfica y hábitat
Se encuentra en el Karoo y proximidades, en el sur de Namibia y Sudáfrica.

## Subespecies
Se reconocen las siguientes subespecies:
- E. v. namaqua (Roberts, 1932), en el sur de Namibia y noroeste de Sudáfrica
- E. v. vigorsii (Smith, A, 1831), en el centro-sur de Sudáfrica